# نادي أولمبيك آسفي
نادي أولمبيك آسفي هو نادي رياضي مغربي من مدينة أسفي، يمارس في الدوري المغربي الممتاز وقد تأسس عام 1921.

## التاريخ

### قبل الاستقلال
يعتبر أولمبيك آسفي أحد أقدم الأندية المغربية وهو أقدم ناد حاليًا في الدرجة الممتازة للدوري المغربي. خلال بداية العشرينات من القرن الماضي وبالضبط سنة 1921 قرر مجموعة من الفرنسيين والأوربيين القاطنين بمدينة آسفي إنشاء نادي متعدد الرياضات. كان الفريق في الأول يحمل اسم (الاتحاد الرياضي لأسفي) اليوساس U.S.S، أي Union Sportive de Safi والذي تأسس من طرف سلطات الاحتلال الفرنسي بالمدينة، وإلى نهاية الثلاثينيات لم يكن يلعب ضمن صفوف هذا الفريق إلا مغربي واحد، وهو عبد السلام الصديكي. وبداية من سنة 1930 اندمج ضمن صفوف «اليوساس» عدد من المغاربة الذين أصبحوا يشكلون العمود الفقري للفريق. ومع حلول سنة 1935، تمكن من الصعود إلى القسم الأول، وحافظ على مكانته به إلى حدود 1937. وكان رئيس الفريق آنذاك فرنسي يسمى جوزيف أيار، كان يعمل ممرضا رئيسيا بالمستشفى. وفي سنة 1945 تمكن فريق اليوساس من الصعود ثانية إلى قسم الكبار، ولم يحافظ على مكانته ضمن فرق الصفوة إلا لسنوات قليلة، ليغادره إلى القسم الثاني أواخر سنة 1952. وفي سنة 1955، احتل النادي المرتبة الأولى ضمن القسم الثاني، وكان مقررا أن يصعد إلى القسم الأول إلا أن السياسة التي عرفها المغرب آنذاك أرغمت عصبة المغرب لكرة القدم على تطبيق بطولة جهوية مصغرة، الشيء الذي حرم الفريق من الصعود.

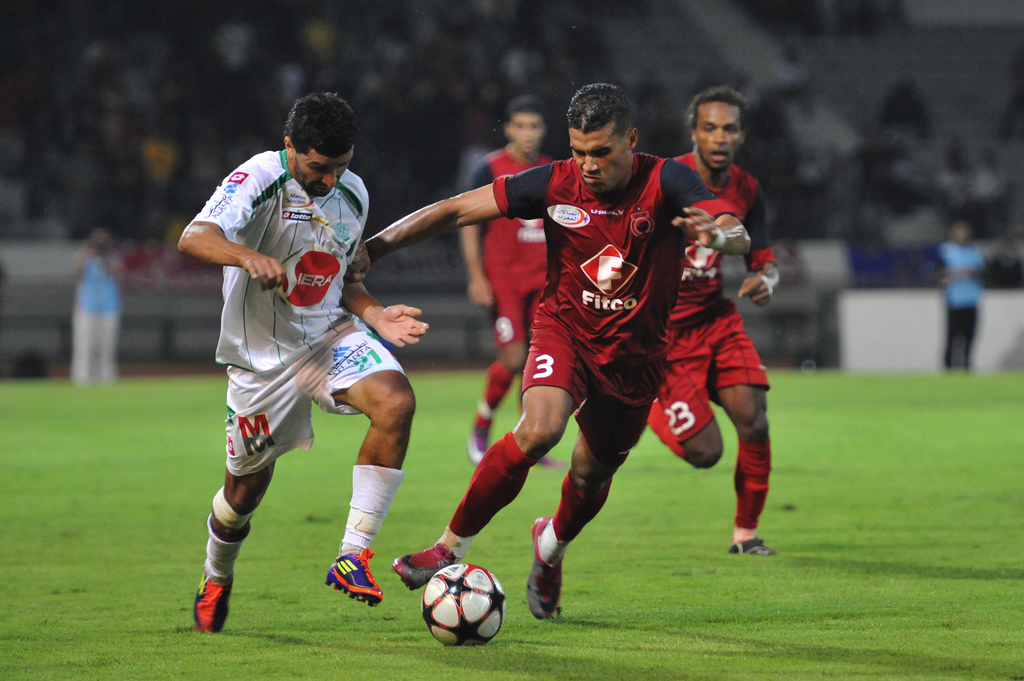
لقطة من لقاء الرجاء الرياضي وأولمبيك أسفي سنة 2011

مع حلول الاستقلال في المغرب سنة 1956 تم تغيير اسم النادي حيث أصبح يطلق عليه اسم الاتحاد الرياضي لأسفي. ولعب تحت هذا الاسم موسمًا واحدًا بالقسم الممتاز المغربي قبل أن يهبط للدرجة الثانية.
تم تجاهل النادي بعد الاستقلال شأنه شأن جميع الأندية التي أنشأها المعمرون الأوربيون، مما أدى إلى اندثار معظمها منها أندية: الاتحاد الرياضي المغربي المنقرض بالإضافة إلى الراسينغ الرياضي وسطاد المغربي اللذان ما زالا يعانيان من الإهمال والتجاهل وما زالا يكافحان في الدرجة الثانية المغربية والأقسام الشرفية والهواة رغم أن هذه الأندية سوف تحتفل بمئويتها بعد بضع سنوات من الآن. الأندية التي حظيت بالدعم في المغرب بعد الاستقلال هي الأندية التي أنشأها وطنيون مغاربة فقط، ويأتي الوداد الرياضي على رأس هذه الأندية ذات الطابع الوطني وصبغة المقاومة حيث كان يسمى نادي المقاومة . وبذلك انتهى كذلك اسم «اليوساس» الذي اندمج مع فريق آخر وبقي يحمل اسم الاتحاد الرياضي للآسفي إلى حدود موسم 1977 - 1978، حيث غُيّر وأصبح يحمل اسم «وداد آسفي» برئاسة عبد المالك العلوي. بعد ذلك تمكن فريق نادي دفاع آسفي من الصعود إلى القسم الثاني، وأصبح ندا عتيدا لوداد آسفي، بل واقتسم معه الجمهور والإعانات والمنح على اختلافها. وضاقت السلطات ذرعا بالفريقين نظرا لطلباتهما المتكررة، فما كان منها وقتها إلا إدماجهما وأصبح يحمل اسم نادي أولمبيك آسفي خلال موسم 1986–1987.

## ملعب الفريق
ملعب الفريق هو ملعب المسيرة الذي بني في الاربعينيات من القرن الماضي، خضع في الآونة الأخيرة لبعض الإصلاحات، تم تسميته بهذا الاسم تخليدا لذكرى المسيرة الخضراء التي أمر بانطلاقها العاهل المغربي الراحل الملك الحسن الثاني والتي تم من خلالها استرجاع الأقاليم الجنوبية للمغرب التي كانت تحت الاحتلال الإسباني. يتسع الملعب ل: 15 ألف متفرج وشيّده المعمرون الفرنسيون وكانوا يستعملونه كذلك لممارسة رياضة الريكبي (الكرة المستطيلة). الملعب يعد صغيرا بالنسبة لفريق من حجم أولمبيك أسفي الذي يملك قاعدة جماهيرية عريضة في المدينة. ويشار إلى أن فريق أولمبيك آسفي قام بتهيئة ثلاثة ملاعب جديدة مخصصة لتداريب الفريق الأول وكذا الفئات الصغرى، لتخفيف الضغط على الملعب الرئيسي.

ملعب المسيرة الخضراء بأسفي معقل النادي

## تحقيق لقب كأس العرش
بعد تغلبه على المشاكل العديدة، المادية منها على وجه الخصوص وذلك بدخوله تحت وصاية المكتب الشريف للفوسفاط. جاء الدور على الصعود، ففي الموسم الكروي 2003- 2004 تمكن أولمبيك آسفي من معانقة قسم الأضواء بعد غياب دام 57 سنة بالتمام والكمال ولم يقف الأمر عند هذا الحد فحسب، بل تمكن النادي في أول موسم له بقسم الأضواء من خلق المفاجأة واحتلال المركز الرابع مما خوّل له المشاركة في دوري أبطال العرب في أول مشاركة خارجية من نوعها للفريق.
حقق أولمبيك آسفي للمرة الأولى في تاريخه بطولة كأس العرش المغربي، بعد فوزه في النهائي على نادي نهضة بركان عبر ضربات الترجيح بعد انتهاء الوقت الإضافي (1-1)، حارما إياه من تحقيق الثلاثية، عقب فوز الأخير بالبطولة الوطنية وكأس الكاف.

## شعارات النادي

شعار فرع الكرة المستطيلة (الريغبي)، وهو من الفروع النشيطة والممتازة في النادي.

## ألقاب النادي
|  | البطولات          | عدد الألقاب | سنوات الألقاب |
|  | ----------------- | ----------- | ------------- |
|  | كأس العرش المغربي | 1           | 2024-25       |

## وصلات خارجية
- (بالعربية) الموقع الرسمي لنادي أولمبيك أسفي
- (بالعربية) تقرير عن الملعب الجديد لنادي أولمبيك آسفي على يوتيوب